# Chặng đua GP Thổ Nhĩ Kỳ 2020
Chặng đua GP Thổ Nhĩ Kỳ 2020 (tên chính thức là Formula 1 DHL Turkish Grand Prix 2020) là chặng đua thứ 14 thuộc Giải đua xe Công thức 1 2020. Chặng đua diễn ra từ ngày 13 đến 15 tháng 11 năm 2020 tại trường đua Istanbul Park, Thổ Nhĩ Kỳ. Người chiến thắng là Lewis Hamilton đến từ đội đua Mercedes. Chiến thắng này giúp cho Hamilton chính thức đoạt chức vô địch F1 lần thứ 7, qua đó san bằng số lần vô địch F1 với huyền thoại Michael Schumacher.

## Bối cảnh
Chặng đua GP Thổ Nhĩ Kỳ 2020 là chặng đua được bổ sung vào lịch thi đấu sau khi nhiều chặng đua bị hủy vì đại dịch Covid-19.

## Diễn biến chính
Tận dụng được tình hình thời tiết bất thường ở ngày đua phân hạng, Lance Stroll lần đầu tiên trong sự nghiệp giành được vị trí xuất phát đầu tiên (pole) trong khi Lewis Hamilton chỉ có được vị trí thứ 6.
Cuộc đua chính bắt đầu trong điều kiện thi đấu ẩm ướt. Sau pha xuất phát, Stroll và đồng đội Sergio Peréz là những người dẫn đầu trong khi cả Lewis Hamilton và Max Verstappen đều có những tình huống loạng choạng.
Những diễn biến tiếp theo thì đường đua trở nên khô ráo hơn, cũng là lúc các tay đua phải sử dụng chiến thuật để giành ưu thế. Stroll thuộc nhóm tay đua vào thay lốp sớm nhất và anh đã phải trả giá. Ngược lại, Hamilton và Charles Leclerc là những tay đua có chiến thuật chính xác nhất nên đã chiếm được hai vị trí dẫn đầu.
Hamilton đã không phạm thêm sai lầm nào để giành chiến thắng quan trọng, chính thức lên ngôi vô địch sớm trước 3 chặng đua với số điểm 307. Nhưng Leclerc lại có pha mất lái ở vòng cuối cùng, để bị cả Peréz và Sebastian Vettel đẩy khỏi bục podium.

## Kết quả
| Stt                                                             | Số xe | Tay đua            | Đội đua                   | Lap | Thời gian        | Xuất phát | Điểm |
| --------------------------------------------------------------- | ----- | ------------------ | ------------------------- | --- | ---------------- | --------- | ---- |
| 1                                                               | 44    | Lewis Hamilton     | Mercedes                  | 58  | 1:42:19.313      | 6         | 25   |
| 2                                                               | 11    | Sergio Pérez       | Racing Point-BWT Mercedes | 58  | +31.633          | 3         | 18   |
| 3                                                               | 5     | Sebastian Vettel   | Ferrari                   | 58  | +31.960          | 11        | 15   |
| 4                                                               | 16    | Charles Leclerc    | Ferrari                   | 58  | +33.858          | 12        | 12   |
| 5                                                               | 55    | Carlos Sainz Jr.   | McLaren-Renault           | 58  | +34.363          | 15        | 10   |
| 6                                                               | 33    | Max Verstappen     | Red Bull Racing-Honda     | 58  | +44.873          | 2         | 8    |
| 7                                                               | 23    | Alex Albon         | Red Bull Racing-Honda     | 58  | +46.484          | 4         | 6    |
| 8                                                               | 4     | Lando Norris       | McLaren-Renault           | 58  | +1:01.259        | 14        | 5    |
| 9                                                               | 18    | Lance Stroll       | Racing Point-BWT Mercedes | 58  | +1:12.353        | 1         | 2    |
| 10                                                              | 3     | Daniel Ricciardo   | Renault                   | 58  | +1:35.460        | 5         | 1    |
| 11                                                              | 31    | Esteban Ocon       | Renault                   | 57  | +1 lap           | 7         |      |
| 12                                                              | 26    | Daniil Kvyat       | AlphaTauri-Honda          | 57  | +1 lap           | 16        |      |
| 13                                                              | 10    | Pierre Gasly       | AlphaTauri-Honda          | 57  | +1 lap           | 19        |      |
| 14                                                              | 77    | Valtteri Bottas    | Mercedes                  | 57  | +1 lap           | 9         |      |
| 15                                                              | 7     | Kimi Räikkönen     | Alfa Romeo Racing-Ferrari | 57  | +1 lap           | 8         |      |
| 16                                                              | 63    | George Russell     | Williams-Mercedes         | 57  | +1 lap           | PL        |      |
| 17                                                              | 20    | Kevin Magnussen    | Haas-Ferrari              | 55  | Withdrew         | 13        |      |
| Ret                                                             | 8     | Romain Grosjean    | Haas-Ferrari              | 49  | Collision damage | 17        |      |
| Ret                                                             | 6     | Nicholas Latifi    | Williams-Mercedes         | 39  | Collision damage | PL        |      |
| Ret                                                             | 99    | Antonio Giovinazzi | Alfa Romeo Racing-Ferrari | 11  | Gearbox          | 10        |      |
| Fastest lap: Lando Norris (McLaren-Renault) – 1:36.806 (lap 58) |       |                    |                           |     |                  |           |      |